# ريتشارد تايلور (متزحلق)
ريتشارد تايلور (بالإنجليزية: Richard Taylor)‏ هو متزحلق أمريكي، ولد في 1938.

## وصلات خارجية
- ريتشارد تايلور على موقع أوليمبيديا (الإنجليزية)